# Marlboro (Alberta)
Marlboro est un hameau (hamlet) du Comté de Yellowhead, situé dans la province canadienne d'Alberta.

## Démographie
En tant que localité désignée dans le recensement de 2011, Marlboro a une population de 80 habitants dans 29 de ses 33 logements, soit une variation de -48.7% par rapport à la population de 2006. Avec une superficie de 0,438 9 km2, le hameau possède une densité de population de 182,273 9 hab/km2 en 2011.
Concernant le recensement de 2006, Marlboro abritait 156 habitants dans 50 de ses 51 logements. Avec une superficie de 0,438 9 km2, le hameau possédait une densité de population de 355,4 hab/km2 en 2006.